# Ulrich Blatter (Politiker)

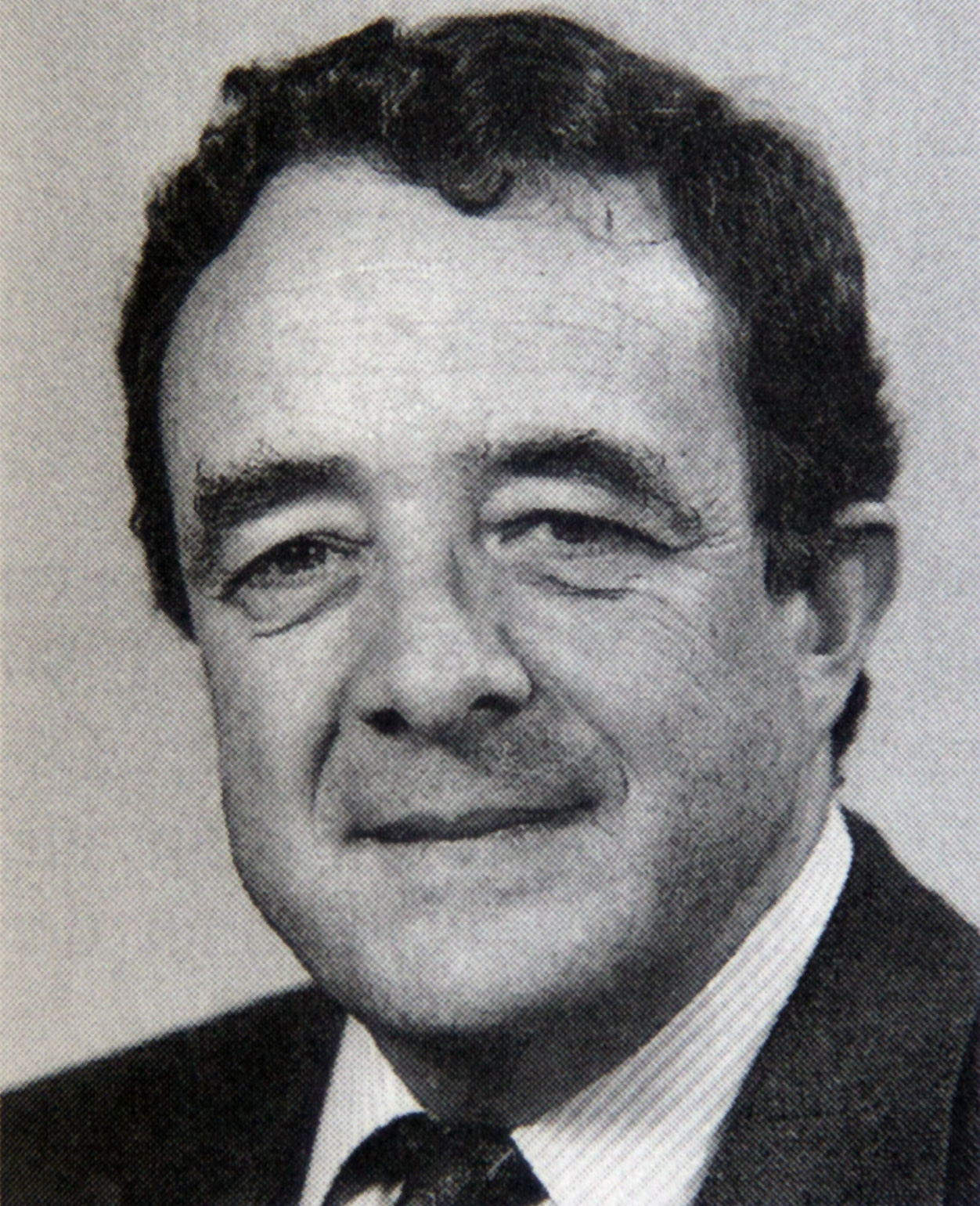
Ulrich Blatter

Ulrich «Ueli» Blatter (* 29. Dezember 1940 in Hofstetten bei Brienz; † 20. April 1995 in Engelberg, heimatberechtigt in Hofstetten bei Brienz) war ein Schweizer Politiker (CVP).
Nach dem Besuch der Schulen in Engelberg erlangte Blatter das kaufmännische Diplom. In den Jahren 1963 bis 1990 war er Gemeindekassier in Engelberg und ab 1990 Heimleiter und Verwalter des sich im Ort befindenden Kranken- und Altersheims. Ab dem Jahr 1987 war er im Bankrat der Obwaldner Kantonalbank und war ab 1990 deren Vizepräsident.
1974 gelangte er in den Kantonsrat des Kantons Obwalden und präsidierte dort von 1986 bis 1988 die CVP-Fraktion. Per 30. November 1987 wurde er in den Nationalrat gewählt. Er hatte von 1991 bis 1995 Einsitz in der Kommission für Umwelt, Raumplanung und Energie und präsidierte diese von 1992 bis 1994. Am 20. April 1995 starb Blatter im Amt.
Der diplomierte Bergführer engagierte sich für den Tourismus und die Bergregionen. Er war sehr aktiv in den Bereichen Finanzen (Mehrwertsteuer-Sondersatz für das Gastgewerbe), Umweltschutz (Moorlandschaften, Schutzwald) und Landwirtschaft (Weiterführung von Kostenbeiträgen für Viehhalter im Berggebiet) und vertrat hartnäckig die Interessen des Kantons Obwalden.